# Theodor Friedrich Klitsche de la Grange

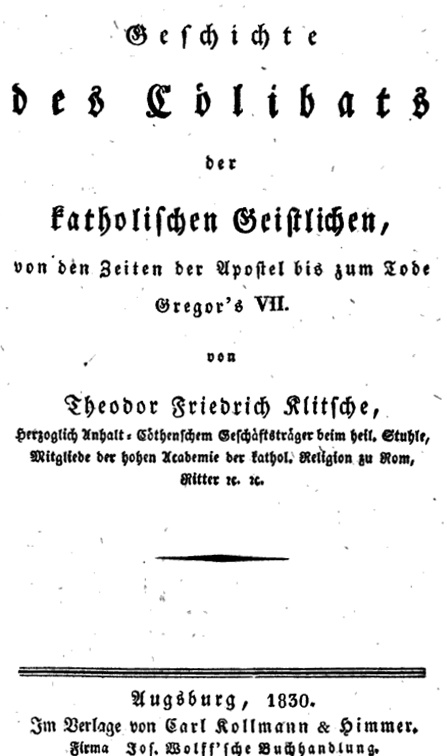
Buchtitelseite, 1830

Theodor Friedrich Klitsche de la Grange (* 1799 in Magdeburg; † 26. August 1868 in Rom) war ein natürlicher Sohn des Prinzen Louis Ferdinand von Preußen, päpstlicher bzw. königlich neapolitanischer Offizier und katholischer Schriftsteller.

## Biografie
Theodor Friedrich war der Sohn aus einer Liaison zwischen Prinz Louis Ferdinand von Preußen und der französischen Emigrantin Gräfin Maria Adelaide de la Grange, deren Eltern im deutschen Exil verstorben waren. Er hatte noch einen Zwillingsbruder namens Wilhelm (1799–1820).
Der Vater Prinz Louis Ferdinand fiel am 10. Oktober 1806 im Gefecht bei Saalfeld, die Mutter starb, bevor die Kinder das achte Lebensjahr erreicht hatten. Die beiden Brüder wurden von fremden Leuten aufgezogen, allerdings bezahlte König Friedrich Wilhelm III. von Preußen eine kleine Apanage für sie.
Die Jungen nahmen im Alter von 16 Jahren, auf preußischer Seite, an den Kämpfen gegen Napoleon teil. Theodor Friedrich wurde 1815 in der Schlacht bei Ligny verwundet, Wilhelm erlitt in dem Feldzug schwere Blessuren, an denen er 1820 starb. Beide Brüder waren nach dem Willen der Mutter katholisch getauft, jedoch dann protestantisch erzogen worden. Auf dem Sterbebett ermahnte Wilhelm Klitsche seinen Bruder Theodor Friedrich, wieder zur Religion der Mutter zurückzukehren.
1822 hielt sich Theodor Friedrich Klitsche in Hildesheim auf, wo er in Kontakt mit dem Präses des dortigen Priesterseminars Pater Franz Xaver Lüsken (1750–1841) kam. Dieser frischte den katholischen Glauben des Adeligen auf und unterrichtete ihn. Als bekannt wurde, dass Theodor Friedrich Klitsche wieder katholisch geworden war, stellte der preußische König seine Unterhaltszahlungen ein.
Theodor Friedrich stand schon länger in freundschaftlicher Verbindung mit seiner Verwandten Gräfin Sophie Julie von Brandenburg (1793–1848), natürliche Tochter von König Friedrich Wilhelm II. von Preußen, sowie mit deren Gatten Herzog Ferdinand Friedrich von Anhalt-Köthen (1769–1830). Das Paar war 1825 zur katholischen Kirche übergetreten. Der Herzog ernannte Klitsche 1826 zu seinem Geschäftsträger beim Hl. Stuhl.
Als sein Landesherr 1830 starb, trat Theodor Friedrich Klitsche als Hauptmann in den Generalstab der Päpstlichen Armee ein, in der er bis 1851 diente. Zeitweise wirkte er als Platzkommandant von Ancona. Bereits 1846 erlaubte ihm Papst Gregor XVI., durch ein Breve, die Führung des mütterlichen Adelsnamens „de la Grange“, weshalb er sich von da an Theodor Friedrich Klitsche de la Grange nannte.
Ab 1855 lebte der Adelige in Caserta bei Neapel. Als König Franz II., der König des Königreichs beider Sizilien, 1860 gegen die Truppen Garibaldis um sein politisches Überleben kämpfte, trat Theodor Friedrich Klitsche de la Grange als Oberst und Brigade-Kommandeur in dessen Heer ein. In dem fast aussichtslosen Kampf organisierte er u. a. ein Freikorps und schlug am 6. Oktober 1860, im Gefecht bei Civitella Roveto (Abruzzen), feindliche Kräfte, die ihm zahlenmäßig dreimal überlegen waren. Im November 1860 ernannte ihn der König zum Brigadegeneral.
Nachdem der Krieg verloren gegangen war, zog sich König Franz nach Rom ins Exil zurück, wohin auch General Klitsche de la Grange folgte. Hier lebte er fortan als Privatmann und widmete sich hauptsächlich der religiösen Schriftstellerei, die er bei zeitlicher Gelegenheit auch schon zuvor betrieben hatte. Neben einem eigenen Werk über den Zölibat übertrug er meist italienische Bücher ins Deutsche, u. a. eine mehrbändige Geschichte des Konzils von Trient.
Als der Straßburger Bischof Andreas Räß 1854, anlässlich der Verkündigung des Dogmas der Unbefleckten Empfängnis, nach Rom kam, lernte er Theodor Friedrich Klitsche de la Grange persönlich kennen und freundete sich mit ihm an. Beim nächsten Romaufenthalt des Bischofs, zur Heiligsprechung der Märtyrer von Nagasaki 1862, übergab ihm der General seine eigenhändig verfasste Lebensbeschreibung als Beitrag zu dem von Räß geplanten Werk über die Konvertiten. Diese Lebensbeschreibung verwertete Andreas Räß 1875 in Band XII. der Convertiten seit der Reformation (Seiten 563–565).
Theodor Friedrich Klitsche de la Grange starb am 26. August 1868 in Rom. Er war verheiratet mit der Italienerin Teresa Costanzi, mit der er einen Sohn sowie sechs Töchter hatte, darunter Antonietta Klitsche de la Grange (1832–1912), die erste Journalistin bei der Vatikanzeitung L’Osservatore Romano und bekannte Autorin historischer Romane.

In der Speyerer Zeitschrift Palatina heißt es 1861 über Theodor Friedrich Klitsche de la Grange und seine Familie:

„…Klitsche ist groß und sieht gut aus, schielt aber. Er hat militärische Talente. Er hat 6 Töchter, nach Statur und Manieren wahre Grenadiere; eine von ihnen gab Fechtunterricht in Neapel und hatte viele Zöglinge vom Adel. Er hat auch einen Sohn, der lange Zeit nichtkommittirter Kavallerie-Offizier in der bourbonischen Armee war, bis er von Franz II. zum wirklichen Offizier gemacht wurde.“

 Man bezeichnete  Klitsche de la Grange dort außerdem als „das Haupt des bourbonischen Aufstandes in den Abruzzen“ und als „Garibaldi der Reaction.“